# Кротто, Рэйчел
Рэйчел Кротто (англ. Rachel Crotto; 25 декабря 1958, США или Нью-Йорк, Нью-Йорк — 4 июня 2025) — американская шахматистка, международный мастер (1978) среди женщин.
Чемпионка США (1978 — совместно с Д. Сейверейд, 1979). В составе сборной США участница 5-и Олимпиад (1976, 1980—1986). Участница межзональных турниров в Рио-де-Жанейро в 1979 году и в Бад-Киссинген в 1982 году.

## Изменения рейтинга
| Графики недоступны из-за технических проблем. См. информацию на Фабрикаторе и на mediawiki.org. |